# 4923 Clarke
4923 Clarke là một tiểu hành tinh vành đai chính. Nó được phát hiện ngày 2 tháng 3 năm 1981 bởi Schelte J. Bus, ông cũng phát hiện ra 5020 Asimov cùng ngày.
Bản mẫu:MPCit JPL